# St. Thomas (Dakota del Nord)
St. Thomas és una població dels Estats Units a l'estat de Dakota del Nord. Segons el cens del 2000 tenia 447 habitants.

## Demografia
Segons el cens del 2000, St. Thomas tenia 447 habitants, 174 habitatges, i 123 famílies. La densitat de població era de 162,8 hab./km².
Dels 174 habitatges en un 32,2% hi vivien nens de menys de 18 anys, en un 56,3% hi vivien parelles casades, en un 8% dones solteres, i en un 29,3% no eren unitats familiars. En el 26,4% dels habitatges hi vivien persones soles el 14,9% de les quals corresponia a persones de 65 anys o més que vivien soles. El nombre mitjà de persones vivint en cada habitatge era de 2,57 i el nombre mitjà de persones que vivien en cada família era de 3,13.
Per edats la població es repartia de la següent manera: un 29,8% tenia menys de 18 anys, un 4% entre 18 i 24, un 26,8% entre 25 i 44, un 23,5% de 45 a 60 i un 15,9% 65 anys o més.
L'edat mediana era de 37 anys. Per cada 100 dones de 18 o més anys hi havia 100 homes.
La renda mediana per habitatge era de 31.094 $ i la renda mediana per família de 44.375 $. Els homes tenien una renda mediana de 26.023 $ mentre que les dones 22.083 $. La renda per capita de la població era de 18.222 $. Entorn del 14,3% de les famílies i el 17,3% de la població estaven per davall del llindar de pobresa.

## Poblacions més properes
El següent diagrama mostra les poblacions més properes.